# Pânico de 1893

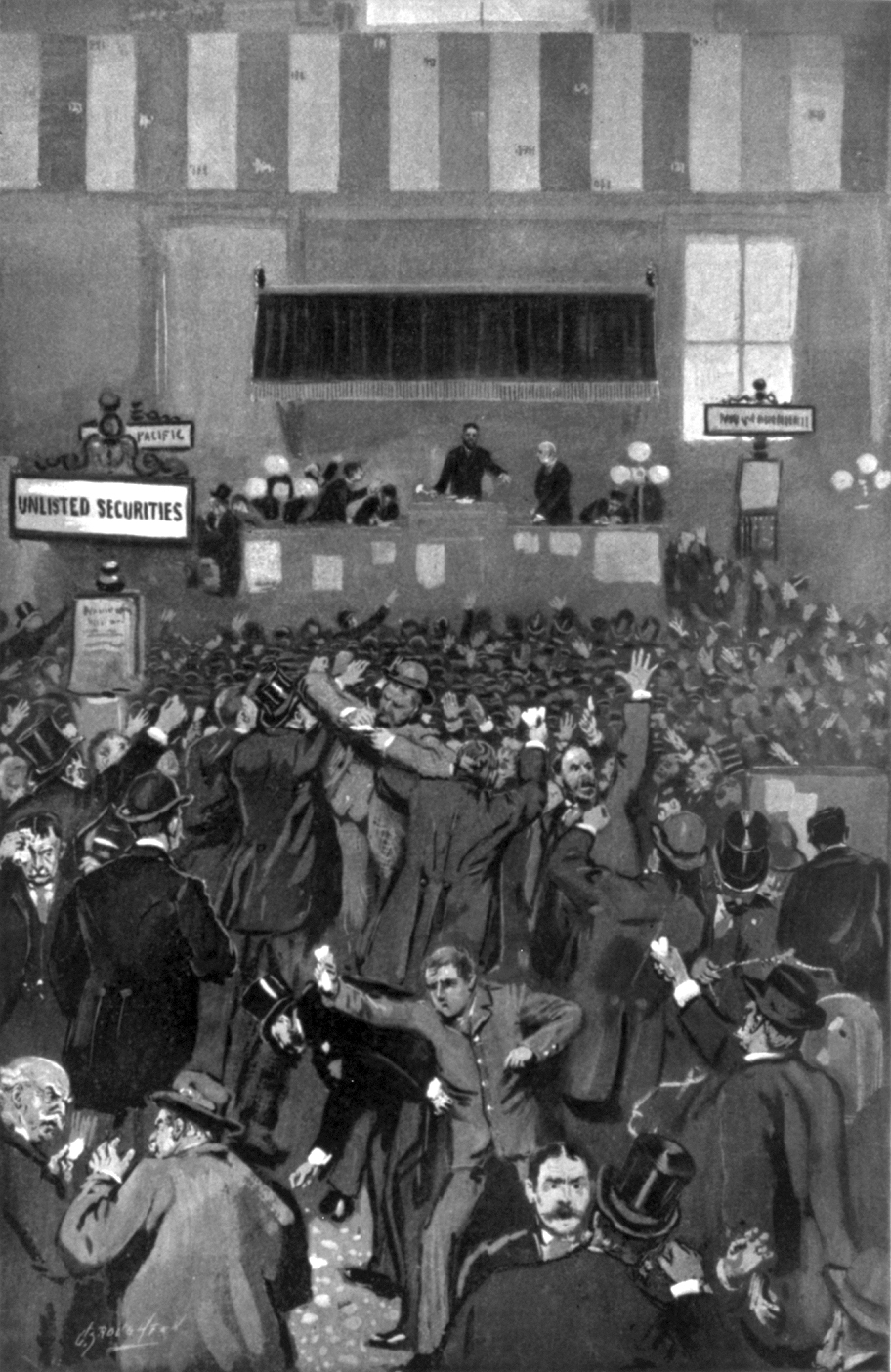
Corretores da bolsa em pânico em 9 de maio de 1893.

O Pânico de 1893 foi uma séria depressão econômica ocorrida nos Estados Unidos que começou em 1893 e terminou em 1897.

## Contexto
Entre 1870 e 1890, o número de propriedades agrícolas nos Estados Unidos aumentou quase 80%. O valor estimado desse total de propriedades cresceu cerca de 75%.
Essa expansão da atividade agrícola, somente foi possível por uma expansão do crédito agrícola. Estima-se que as terras de cultivo no Estado do Kansas foram oferecidas como garantias em empréstimos (hipotecas) em valores equivalentes a 45% de seu valor real. Situações semelhantes ocorriam em outros estados, tais como: Dakota do Sul (46%), Minnesota (44%), Montana (41%) e Colorado (34%).
Entre 1870 e 1890, a produção de trigo, milho e algodão cresceu cerca de 100%, um percentual superior ao aumento populacional, que foi de aproximadamente: 66%. Isso criou uma tendência à queda de preços, que somente poderia ser revertida por uma aumento nas exportações.
Mas isso não se mostrou muito viável, pois a competição pelos mercados mundiais era acirrada: o Egito e a Índia emergiam como fontes rivais no mercado de algodão, enquanto que outros produtores aumentavam a exportação de cereais.
Essa situação levou a uma queda de preço dos produtos agrícolas nos Estados Unidos. Desse modo, entre 1870 e 1890, o preço do milho caiu cerca de 11%. Situação mais grave ocorreu com o trigo (-40%) e com o algodão (-49%).
Em 1889, o preço do milho no Estado do Kansas era cotado a cerca de metade do custo estimado de produção.
Alguns agricultores, que precisavam de dinheiro para saldar dívidas, tentaram aumentar a renda aumentando a produção de produtos cuja superprodução já havia feito os preços desabarem, o que reduziu drasticamente as receitas agrícolas.
Estima-se que entre 1879 e 1883, foram construídas, em média, cerca de oito mil milhas de ferrovias por ano. Essas construções incrementavam a procura por: madeira, carvão, ferro e aço.
Entre 1870 e 1890, o incremento da produção industrial foi de cerca de 296%. Isso se refletiu em uma crescente independência das importações europeias e em um aumento da exportação de produtos industrializados dos Estados Unidos.
O valor da produção industrial norte-americana já era mais da metade do valor da produção industrial europeia e o dobro da produção industrial da Grã-Bretanha.

## Causas estruturais
Diversas foram as causas estruturais que ajudaram a desencadear o Pânico Financeiro de 1893, dentre elas:
1. a política monetária subordinada ao padrão-ouro;
2. a queda dos preços dos produtos agrícolas, que fez com que as dívidas contraídas recentemente para expansão da atividade agrícola se tornasse um fardo insuportável, gerando redução do consumo dos produtos manufaturados pelos produtores agrícolas (o consumo de equipamentos agrícolas começou a cair já em 1891);
3. o subconsumo (a economia produzia bens e serviços a uma taxa maior do que a sociedade consumia, o que gerava um acúmulo de estoques que fazia com que as empresas reduzissem a produção, tal redução gerava mais desemprego, o que, por sua vez, agravava ainda mais o problema do subconsumo);
4. o aumento do ritmo na execução de hipotecas agrícolas gerou uma contração do crédito agrícola;
5. redução dos índice de confiança dos agentes econômicos, reduzindo o consumo e novos investimentos;
6. no início da década final do século XIX, apesar de um saldo positivo na balança comercial, os Estados Unidos tinham uma balança de pagamentos negativa.

Paradoxalmente, em 1892, pouco antes do Pânico Financeiro de 1893, houve uma melhoria dos indicadores econômicos, o que poderia significar uma superação de uma situação de crise. O ritmo da construção civil atingiu o pico em abril de 1892, depois teve início um declínio que somente seria revertido na virada do século, quando o ritmo da construção civil voltou a crescer.
Outros setores da economia também apresentavam sinais de fraqueza, na medida em que se aproximava a março de 1893, quando ocorreu a posse de Grover Cleveland, na Presidência dos Estados Unidos.
A redução do ritmo na construção de ferrovias também gerou uma redução da demanda de diversos produtos. Esse fato era particularmente relevante pois, nas décadas de 1870 e 1880, a expansão das ferrovias representava entre 15 e 20 por cento do investimento nacional total (na década de 1880, 90% da produção de aço laminado dos Estados Unidos, tinham como destino, a produção de trilhos). Em 1887, foram construídas 12.984 milhas de novas ferrovias, nos anos seguintes, esse índice caiu abruptamente.
Essa queda de investimentos, ocorreu porque: ganhos insatisfatórios e baixo retorno para os investidores (em 1892, apenas 44% das ações ferroviárias em circulação retornaram dividendos, embora o dobro dessa proporção de títulos pagasse juros) indicavam que uma maior expansão das ferrovias resultaria em um menor grau de retorno dos investimentos.

## Causas
O Pânico de 1893 tem muitas causas. Uma das causas pode ser rastreada até a Argentina. O investimento foi incentivado pelo banco argentino que era agente do Baring Brothers. No entanto, a quebra da safra de trigo de 1890 e um golpe fracassado em Buenos Aires encerraram novos investimentos. Além disso, as especulações sobre propriedades sul-africanas e australianas também fracassaram. Como os investidores europeus temiam que esses problemas pudessem se espalhar, eles iniciaram uma corrida ao ouro no Tesouro Estados Unidos.
A Moeda de ouro era considerada mais segura do que o papel-moeda; quando as pessoas estavam incertas sobre o futuro, elas trocavam notas em papel por moedas de ouro.
Durante a Era Dourada americana, a expansão da economia americana foi enorme em diversos setores, principalmente na construção de ferrovias, porém, com o tempo houve uma bolha no setor que contribuiu para as incertezas.

## Efeitos
Como resultado do pânico, os preços das ações caíram. Quinhentos bancos fecharam, 15 000 empresas faliram e várias fazendas deixaram de operar. A taxa de desemprego atingiu 25% na Pensilvânia, 35% em Nova York e 43% em Michigan.
O presidente Grover Cleveland foi culpado pela depressão. As reservas de ouro armazenadas no Tesouro dos EUA caíram para um nível perigosamente baixo. Isso forçou o presidente Cleveland a emprestar US$ 65 milhões em ouro do banqueiro de Wall Street banqueiros JP Morgan e da Família Rothschild, da Inglaterra. Seu partido sofreu enormes perdas nas eleições de 1894 , sendo em grande parte culpado pela espiral descendente da economia e o esmagamento brutal da Greve Pullman. Após sua derrota em 1896, os democratas não retomaram o controle de nenhum ramo do governo federal até 1910.  